# Миколаївка (Охтирський район)
Микола́ївка —  село в Україні, в Охтирському районі Сумської області. Населення становить 132 осіб. Входить до складу Комишанської сільської громади.
Колишня назва - Киселівка.

## Географія
Село Миколаївка знаходиться на відстані 1,5 км від села Карпилівка.

## Історія
12 червня 2020 року, відповідно до розпорядження Кабінету Міністрів України № 723-р «Про визначення адміністративних центрів та затвердження територій територіальних громад Сумської області», село увійшло до складу Комишанської сільської громади.
19 липня 2020 року, в результаті адміністративно-територіальної реформи та ліквідації Охтирського району(1923-2020), село увійшло до складу новоутвореного Охтирського району.